# Karel Mattuš
Karel Mattuš (21. května 1836 Mnichovo Hradiště – 24. října 1919 Praha) byl český právník a staročeský politik. V letech 1865–89 působil v městské a okresní samosprávě v Mladé Boleslavi (obecní tajemník, obecní zastupitel a okresní zastupitel, v letech 1870–1889 boleslavský starosta). V letech 1866–1893 zasedal s přestávkami v Českém zemském sněmu za staročeskou stranu a po ukončení pasivní rezistence roku 1879 rovněž v Říšské radě; pracoval především v rozpočtovém a branném výboru a měl podíl na finančním, sociálním a železničním zákonodárství Taaffeho vlády. Po porážce staročechů r. 1890 přijal místo ředitele Zemské banky království Českého, po smrti Riegra byl zvolen předsedou staročeské strany. Během 1. světové války předsedal Národnímu výboru. Byl oceňovaný pro hluboké odborné znalosti, řečnické a vyjednávací schopnosti a korektní jednání s oponenty.

## Život

### Mládí, studium a působení v místní politice
Narodil se 21. května 1836 v Mnichově Hradišti jako syn německy mluvícího lékaře; již v mládí se ale přidal k českému národnímu hnutí. Studoval na piaristickém gymnáziu v Mladé Boleslavi a v Jičíně, poté se přihlásil na právnickou fakultu Karlo-Ferdinandovy univerzity v Praze. Zde studoval v letech 1855–1859 a roku 1861 získal titul doktora práv. Po promoci r. 1861 vstoupil nakrátko do soudní, notářské a advokátní praxe, ale brzy se začal věnovat veřejné správě.
Po roce 1863 přijal místo městského tajemníka v Mladé Boleslavi (funkci zastával v letech 1864–1868), poté byl zvolen do obecního zastupitelstva, kde se věnoval otázkám školským a finančním. Roku 1865 se stal okresním zastupitelem a ředitelem záložny. Když po pruském vpádu r. 1866 navrhla skupina německojazyčných měst (Vídeň, Štýrský Hradec a Celovec) jmenování proněmecké vlády a vypsání voleb do německého parlamentu, odhlasovalo mladoboleslavské zastupitelstvo na Mattušův návrh opačnou rezoluci s požadavkem vystoupení Rakouska z německého spolku a vytyčení práv jednotlivých zemí včetně Českého království. Na jeho politické názory měl velký vliv konzervativní šlechtic a stoupenec českého státoprávního programu Rudolf Thurn-Taxis, který působil na Boleslavsku.
V letech 1870–1889 zastával úřad boleslavského starosty. Od roku 1873 byl rovněž členem okresní školní rady.

### Zemským a říšským poslancem
Roku 1866 byl zvolen poslancem Českého zemského sněmu za skupinu měst Turnov, Mnichovo Hradiště a Bělá pod Bezdězem. V roce 1870 se mandátu vzdal, ale o tři roky později byl zvolen znovu, tentokrát za Mladou Boleslav a Nymburk. Na zemském sněmu potom setrval až do roku 1893.
V srpnu 1868 patřil mezi 81 signatářů státoprávní deklarace českých poslanců, v níž česká politická reprezentace odmítla centralistické směřování státu a hájila české státní právo. Rezignace na mandát byla oznámena na schůzi sněmu v prosinci 1893.
Nebyl příznivcem pasivní rezistence (bojkotu Říšské rady ze strany českých poslanců), nevystoupil ale proti ní veřejně, aby nenarušil národní jednotu. Roku 1870 se pokoušel o kompromis, byl ale odmítnut a ačkoli se podřídil většině, dostal se pod ostrou kritiku J. S. Skrejšovského. Událost vedla k tomu, že se na tři roky vzdal poslaneckého mandátu v zemském sněmu.
Po smrti Františka Palackého (1876) byl společně s Josefem Jirečkem, Václavem Bělským a Tomášem Černým vyzván, aby zprostředkoval jednání s nově vzniklou mladočeskou stranou. Když ostatní tři tuto roli odmítli, jednal Mattuš sám, rozkol mezi oběma proudy české politiky se mu ale překonat nepodařilo.
V roce 1878 byl zvolen do Říšské rady (celostátní zákonodárný sbor) za městskou kurii, obvod Mladá Boleslav, Turnov atd. Faktické uplatnění jeho mandátu ale nastalo teprve v roce 1879, kdy česká pasivní rezistence vůči vídeňskému parlamentu skončila. Eduard Taaffe, představitel konzervativního německorakouského tábora, tehdy inicioval jednání s českou opozicí, na jejichž konci byl český vstup na Říšskou radu, zahájení aktivní politiky a přechod Čechů do provládního tábora. Ve volbách do Říšské rady roku 1879 byl tak Mattuš zvolen opět za městskou kurii obvod Mladá Boleslav, Turnov atd. Nyní mandát převzal. Opětovně byl do Říšské rady zvolen i ve volbách roku 1885 ve svém tradičním obvodu Mladá Boleslav, Turnov.
Ukončení bojkotu parlamentu v roce 1879 znamenalo pro politickou reprezentaci nutnost opustit radikální, zásadové postoje a pomocí kompromisů a „drobtové politiky“ se pomalu snažit o prosazování požadavků. Po volbách v roce 1879 se na Říšské radě Mattuš připojil k Českému klubu (jednotné parlamentní zastoupení, do kterého se sdružili staročeši, mladočeši, česká konzervativní šlechta a moravští národní poslanci). Jako člen parlamentního Českého klubu se uvádí i po volbách v roce 1885. Podle některých zdrojů byl i předsedou Českého klubu. Tento poslanecký klub byl tehdy součástí takzvaného železného kruhu pravice, tedy silné konzervativní a federalistické koalice podporující vládu Eduarda Taaffeho. Své názory dobře promýšlel a uplatňoval se všude tam, kde bylo nutné určité stanovisko vyložit a zdůvodnit. V parlamentu trávil mnoho času přípravou na jednání. Byl respektovaný jako znalec ve věcech vojenských, stavby a zestátňování drah, zahraniční politiky, vztahu k Uhersku, volebního práva a spotřebních daní. Měl podíl na finančním, železničním a sociálním zákonodárství Taaffeho vlády. V letech 1883–1889 byl rozpočtovým zpravodajem sněmovny a v tomto období také zasedal v delegaci pro rakousko-uherské vyrovnání (pravidelné jednání o finančních tocích mezi oběma částmi rakousko-uherské monarchie.
Názorově byl loajální k předsedovi staročeské strany Františku Ladislavu Riegrovi a od roku 1889 vedl společně s Riegrem rozhovory s českoněmeckými politickými předáky (Ernst von Plener, Franz Schmeykal). Výsledkem těchto rozhovorů byl koncept česko-německého vyrovnání v Čechách (takzvané punktace). Roku 1890 se pak snažil přesvědčit veřejnost o prospěšnosti punktací. Česká veřejnost je ovšem díky stupňující se kritice ze strany mladočechů odmítla a staročeská strana utrpěla volební porážku. Následně odešel z aktivní politiky. Rezignaci na poslanecké křeslo v Říšské radě oznámil dopisem 1. února 1890. Po drtivé prohře staročechů ve volbách do Říšské rady roku 1891 chtěl rezignovat i na zemský mandát, nakonec si ho ještě na několik let podržel, reprezentoval ale nyní podstatně umenšenou stranu.
Od roku 1890 (podle jiného zdroje již od roku 1889) zastával funkci vrchního ředitele Zemské banky království Českého, na níž setrval až do své smrti. Byl rovněž činný v dalších národních iniciativách, například ve Společnosti českého musea, spolku Svatobor, v národohospodářském ústavu České akademie (předsedou ústavu se stal v roce 1912).
I počátkem 20. století patřil mezi hlavní politiky staročeské strany. Po smrti F. L. Riegra byl dokonce zvolen předsedou staročechů. Od roku 1899 byl rovněž členem Panské sněmovny (jmenovaná horní komora Říšské rady).

### Aktivity za světové války
Během 1. světové války předsedal schůzkám představitelů českých politických stran, s cílem zajistit národní jednotu v zásadních otázkách. Doufal ve vítězství dohodových mocností. Již od podzimu 1915 se podílel na organizování těchto schůzek, tehdy v rámci zamýšleného vzniku Národního souručenství (nezaměňovat se stejnojmennou organizací v Protektorátu Čechy a Morava), které mělo být volnou aliancí nesocialistických českých stran a překonat tak dávný rozkol mezi staro- a mladočechy. V roce 1916 se stal předsedou nově utvořeného Národního výboru coby střechové platformy českých politických subjektů v Čechách. Národní výbor ale v měnících se poměrech ztrácel svůj smysl. Česká politika se ke konci války radikalizovala, vymizel prorakouský aktivismus a Mattuš čelil kritice od radikálnějších politiků. Funkce v čele Národního výboru se vzdal v srpnu 1917 pro vysoký věk, nadále ale podporoval koordinaci českých politických kroků.

### Závěr života
Jako jeden z mála politiků své generace se dožil vzniku Československa. 21. října 1919 onemocněl, následujícího dne jej ranila mrtvice a 24. října v 1 hodinu v noci zemřel. Pohřben byl na Vyšehradském hřbitově za velké účasti politiků, představitelů Zemské banky, dalších úředníků i občanů. Soustrastný list napsal mimo jiné vrstevník a spolustraník Antonín Otakar Zeithammer (který zemřel krátce poté), kondolovali ale i političtí odpůrci, kteří oceňovali Mattušovu čestnost, pochopení pro potřeby dělnictva, slušnost v jednání a dosažené výsledky v oblasti kulturní a hospodářské.

## Dílo
Matušova publikační činnost souvisí s jeho politickými aktivitami. V 60. letech přispíval v Mladé Boleslavi do časopisu Boleslavan. Knižně vyšly mj.:
- Historické právo a národnost co základové státního zřízení Říše rakouské (1867)
- Několik myšlenek o českém státu (1870)
- Řeči sněmovní, které v letech 1878–1892 promluvil Karel Mattuš (1900)
- Paměti (1921). Dostupné online.

## Rodina
- Syn Jaroslav Mattuš (1867–1919) byl pražský komunální politik staročeské strany,[8] po roce 1918 poslanec Revolučního národního shromáždění.[27]
- Syn Ladislav Mattuš (1868–1951)[28] se proslavil jako novinář, prozaik a dramatik.[29]
- Syn Vladimír Mattuš
- Dcera Ludmila Mattušová provdaná Nesá
- Dcera Růžena provdaná Slavíková
- Dcera Milada Mattušová

## Portréty
- Josef Mukařovský: Portrétní kresba, časopisecká ilustrace
- Anonym: Portrétní busta, kolem 1906, model ve sbírce Národního muzea v Praze